# Шатилово (Рязанская область)
Шатилово — деревня в Спасском районе Рязанской области. Входит в Кирицкое сельское поселение.

## География
Находится в центральной части Рязанской области на расстоянии приблизительно 10 км на юг-юго-восток по прямой от районного центра города Спасск-Рязанский в правобережной части района.

## История
На карте 1850 года показана как поселение с 29 дворами. В 1859 году здесь (тогда деревня Спасского уезда Рязанской губернии) было учтено 33 двора, в 1897 — 73.

## Население
Численность населения: 310 человек (1859 год), 449 (1897), 31 в 2002 году (русские 92 %), 9 в 2010.